# Tomás Peliguet
 (mai 2020).
Tomás Peliguet ou Tomás Pelegret est un peintre italien de la Renaissance, actif en Espagne.

## Biographie
Élève de Polidoro da Caravaggio et de Baltasar de Siena en Italie, il arrive en Espagne avant 1538, date à laquelle son séjour à Saragosse est vérifié.
Il est chargé de dorer un retable dans l'église de San Miguel de los Navarros à Saragosse. Toujours dans cette ville, il travaillé dans l'église de la Madeleine en 1540, puis à Fuentes de Ebro, Batea (province de Tarragone), Belchite (province de Saragosse), Casbas de Huesca (province de Huesca), et d'autres endroits.
En 1561, il commence à travailler sur le retable de San Martín pour la cathédrale de Huesca, où il reçoit plusieurs commandes, tant pour la cathédrale que pour l'église de San Pedro el Viejo. Il continue à travailler à Saragosse, en collaboration avec Pedro Morone, sur la Chartreuse d'Aula Dei. La dernière information connue à son sujet concerne un travail à la cathédrale de Huesca.
Très peu d'œuvres de Peliguet sont conservées, la plus importante étant le retable de Fuentes de Ebro. En observant ces œuvres, on peut apprécier l'influence de Raphaël et de Michel-Ange, bien qu'il soit également influencé par l'imagerie aragonaise de l'époque.